# Bergskär (Kumlinge, Åland)
Bergskär är ett skär i Kumlinge kommun på Åland (Finland). Det ligger i Skärgårdshavet och i kommunen Kumlinge i landskapet Åland, i den sydvästra delen av landet. Ön ligger omkring 57 kilometer nordöst om Mariehamn och omkring 230 kilometer väster om Helsingfors. 
Öns area är 8,6 hektar och dess största längd är 0,5 kilometer i öst-västlig riktning.
Bergskär ligger i den norra delen av kommunen, på östra sidan av ön Lanto cirka 3,5 km norr om Enklinge. Den har Lanto i väster, Stenkils örarna i norr och Börsskär i söder. Börsskär är närmsta bebyggda ö.
Terrängen på Bergskär består av klipphällar med gräs och ljung i skrevorna och spridda mindre buskar och träd. Öns högsta punkt är 12,2 meter över havet.